# Mallard (Iowa)
Mallard es una ciudad ubicada en el condado de Palo Alto en el estado estadounidense de Iowa. En el Censo de 2010 tenía una población de 274 habitantes y una densidad poblacional de 260,57 personas por km².

## Geografía
Mallard se encuentra ubicada en las coordenadas 42°56′22″N 94°40′59″O / 42.93944, -94.68306. Según la Oficina del Censo de los Estados Unidos, Mallard tiene una superficie total de 1.05 km², de la cual 1.05 km² corresponden a tierra firme y (0%) 0 km² es agua.

## Demografía
Según el censo de 2010, había 274 personas residiendo en Mallard. La densidad de población era de 260,57 hab./km². De los 274 habitantes, Mallard estaba compuesto por el 96.35% blancos, el 0% eran afroamericanos, el 0.36% eran amerindios, el 0% eran asiáticos, el 0% eran isleños del Pacífico, el 2.92% eran de otras razas y el 0.36% pertenecían a dos o más razas. Del total de la población el 4.38% eran hispanos o latinos de cualquier raza.